# Cá sấu mũi hẹp
Cá sấu mũi hẹp (tên khoa học Mecistops cataphractus) là một loài cá sấu trong họ Crocodylidae. Loài này được Cuvier mô tả khoa học đầu tiên năm 1825.